# Kumane (Bośnia i Hercegowina)
Kumane (cyr. Кумане) – wieś w Bośni i Hercegowinie, w Republice Serbskiej, w mieście Sarajewo Wschodnie, w gminie Istočni Stari Grad. W 2013 roku liczyła 2 mieszkańców.